# Lista de municípios de Rondônia por participação no PIB
Listagem decrescente das cidades de Rondônia por porcentual de participação no Produto Interno Bruto - PIB do estado, de acordo com dados do IBGE para 2014.

## Listagem das Cidades por Participação no PIB
| #  | Município                 | Partic. no PIB 2014 | Acumulado |
| -- | ------------------------- | ------------------- | --------- |
| 1  | Porto Velho               | 37,05               | 37,05     |
| 2  | Ji-Paraná                 | 7,89                | 44,94     |
| 3  | Vilhena                   | 6,37                | 51,31     |
| 4  | Ariquemes                 | 5,78                | 57,09     |
| 5  | Cacoal                    | 4,98                | 62,07     |
| 6  | Jaru                      | 3,32                | 65,39     |
| 7  | Rolim de Moura            | 2,98                | 68,37     |
| 8  | Pimenta Bueno             | 2,51                | 70,88     |
| 9  | Guajará-Mirim             | 1,96                | 72,84     |
| 10 | Ouro Preto do Oeste       | 1,79                | 74,63     |
| 11 | Espigão d'Oeste           | 1,46                | 76,09     |
| 12 | Buritis                   | 1,41                | 77,50     |
| 13 | São Miguel do Guaporé     | 1,28                | 78,78     |
| 14 | Machadinho do Oeste       | 1,27                | 80,05     |
| 15 | Alta Floresta do Oeste    | 1,11                | 81,16     |
| 16 | Presidente Médici         | 0,99                | 82,15     |
| 17 | Nova Mamoré               | 0,99                | 83,14     |
| 18 | Cerejeiras                | 0,96                | 84,10     |
| 19 | Candeias do Jamari        | 0,96                | 85,06     |
| 20 | Colorado do Oeste         | 0,81                | 85,87     |
| 21 | São Francisco do Guaporé  | 0,80                | 86,67     |
| 22 | Nova Brasilândia do Oeste | 0,74                | 87,41     |
| 23 | Cujubim                   | 0,73                | 88,14     |
| 24 | Alto Paraíso              | 0,70                | 88,84     |
| 25 | Monte Negro               | 0,64                | 89,48     |
| 26 | Alto Alegre dos Parecis   | 0,63                | 90,11     |
| 27 | Campo Novo de Rondônia    | 0,61                | 90,72     |
| 28 | Alvorada do Oeste         | 0,60                | 91,32     |
| 29 | Chupinguaia               | 0,56                | 91,88     |
| 30 | Corumbiara                | 0,55                | 92,43     |
| 31 | Ministro Andreazza        | 0,51                | 92,94     |
| 32 | Urupá                     | 0,51                | 93,45     |
| 33 | Costa Marques             | 0,51                | 93,96     |
| 34 | Seringueiras              | 0,50                | 94,46     |
| 35 | Mirante da Serra          | 0,48                | 94,94     |
| 36 | Governador Jorge Teixeira | 0,44                | 95,38     |
| 37 | Theobroma                 | 0,41                | 95,79     |
| 38 | Santa Luzia do Oeste      | 0,40                | 96,19     |
| 39 | Novo Horizonte do Oeste   | 0,38                | 96,57     |
| 40 | Itapuã do Oeste           | 0,38                | 96,95     |
| 41 | Vale do Paraíso           | 0,34                | 97,29     |
| 42 | Cacaulândia               | 0,34                | 97,63     |
| 43 | Cabixi                    | 0,33                | 97,96     |
| 44 | Vale do Anari             | 0,31                | 98,27     |
| 45 | Nova União                | 0,27                | 98,54     |
| 46 | Parecis                   | 0,24                | 98,78     |
| 47 | Rio Crespo                | 0,23                | 99,01     |
| 48 | Pimenteiras do Oeste      | 0,23                | 99,24     |
| 49 | Teixeirópolis             | 0,21                | 99,45     |
| 50 | São Felipe do Oeste       | 0,21                | 99,66     |
| 51 | Castanheiras              | 0,18                | 99,84     |
| 52 | Primavera de Rondônia     | 0,16                | 100,0     |

## Análise
Porto Velho, Ji-Paraná e Vilhena (as 3 primeiras cidades listadas acima) representam metade (51,31%) de todo o Produto Interno Bruto do estado.
As 14 primeiras cidades listadas acima, representam 80,05% do PIB de Rondônia. As demais 38 cidades restantes são responsáveis por 19,95%, sendo que as 10 últimas representam apenas 2,37%.